# Карло Булић
Карло Булић (Трст, Аустроугарска, 12. мај 1910 — Београд, Југославија, 19. октобар 1986) био је хрватски и српски глумац, запамћен по улози Дотура Луиђија у ТВ-серији Наше мало мисто.

## Биографија
Био је четврти син угледног трговца вина, родом из Далмације. Први светски рат, као и смрт оца 1918. године када је брод са којим је одлазио у Далмацију био потопљен, заувек су га одвратили да постане поморац.
За себе је једном рекао да је хтео да буде и поморац, можда сликар, пилот или доктор, а да није ни размишљао да буде глумац: „Али, мој живот је био веома буран, а природа ни случајно авантуристичка. Ја сам заправо страшљив човик. Не волим улазити у авантуре, у непознанице. А ипак, живот ме је увик гура и гура, баш у такве ситуације...“
У „глумачке воде“ улази, средином тридесетих, када се придружује путујућој глумачкој скупини „Талија“, а затим, избијањем Другог светског рата, у рат одлази као резервиста Краљевске војске, а потом се придружује партизанима.
Први послератни ангажман му је у ХНК у Сплиту, па у Загреб, а одатле 1947. године стиже у Београд у тек основано Југословенско драмско позориште (ЈДП). Прва улога у ЈДП-у била је на дан отварања позоришта у Цанкаревом „Краљу Бетајнове“ у режији Бојана Ступице 1948. године. Отада је глумио свуда, али је ЈДП остало његово матично позориште све до одласка у пензију 1971. године.
И поред многобројних улога у позоришту као и на филму, највећу популарност донела му је улога која му је обележила целокупну каријеру 1970. године, улога доктора Луиђија у серији „Наше мало мисто“ по сценарију Миљенка Смоје, а у режији Данијела Марушића. У време приказивања серије празниле су се улице југословенских градова, а Карло Булић и његова партнерка Асја Кисић - Бепина постали су мегазвезде.
А он је о тој улози рекао: 

„То је моје прољеће, то су оне црвене трешње закачене на ухо дјетињства. Жао ми је што сам с Луиђијем убио себе. С новим се ликовима трудим, покушавам убити Луиђија којег бих се радо отарасио, смета ми.“
Карло Булић се у својој каријери истакао својим улогама у „Дунду Мароју“, „Рибарским свађама“, „Краљу Лиру“, „Леди“, „Браћи Карамазовима“, „Дон Карлосу“, а осим глуме, до 1962. године је предавао маску и шминку студентима Позоришне академије у Београду.
Умро је 19. октобра 1986. године у Београду.

## Филмографија
Глумац  |  Одељење за шминку  |
| Глумац | ▲ |
| ------ | - |

Дугометражни филм  |  ТВ филм  |  ТВ серија
|                   | 1940 | 1950 | 1960 | 1970 | 1980 | Укупно |
| ----------------- | ---- | ---- | ---- | ---- | ---- | ------ |
| Дугометражни филм | 1    | 10   | 12   | 3    | 6    | 32     |
| ТВ филм           | 0    | 2    | 15   | 6    | 2    | 25     |
| ТВ серија         | 0    | 0    | 3    | 33   | 8    | 44     |
| Укупно            | 1    | 12   | 30   | 42   | 16   | 101    |
|           | Назив                    | Улога                              |
| --------- | ------------------------ | ---------------------------------- |
| 1947      | Славица                  | /                                  |
| 1950-te ▲ |                          |                                    |
| 1950      | Језеро                   | Инг Шувић                          |
| 1950      | Црвени цвет              | Кољa                               |
| 1951      | Бакоња фра Брне          | Судац истражитељ                   |
| 1951      | Последњи дан             | Иван / Вили бивши гестаповац       |
| 1951      | Дечак Мита               | Директор фабрике                   |
| 1953      | Невјера                  | Капетан брода                      |
| 1955      | Лажни цар                | /                                  |
| 1955      | Ханка                    | Шумар                              |
| 1956      | Зле паре                 | Цивилни комесар                    |
| 1957      | Суботом увече            | Ферићев менаџер (сегмент "Доктор") |
| 1960-te ▲ |                          |                                    |
| 1960      | Дан четрнаести           | Жорж Арсенијевић                   |
| 1961      | Небески одред            | /                                  |
| 1961      | Каролина Ријечка         | /                                  |
| 1962      | Медаљон са три срца      | Директор хотела (сегмент "Прича2") |
| 1964      | Лито виловито            | Дон Ђиђи                           |
| 1965      | Проверено, нема мина     | Берберин                           |
| 1965      | Друга страна медаље      | Адвокат Бруно                      |
| 1965      | Ко пуца отвориће му се   | /                                  |
| 1966      | Сан                      | Професор                           |
| 1968      | Голи човјек              | Танте                              |
| 1969      | Љубав и понека псовка    | Ренски                             |
| 1969      | Дивљи анђели             | Стари Истријан                     |
| 1970-te ▲ |                          |                                    |
| 1975      | Павле Павловић           | Главни директор                    |
| 1977      | Летачи великог неба      | Паве, деда који сједи на тргу      |
| 1978      | Окупација у 26 слика     | Пашко                              |
| 1980-te ▲ |                          |                                    |
| 1982      | Сервантес из Малог миста | Дотур Луиђи                        |
| 1982      | Недељни ручак            | Марко Аранђеловиц, деда            |
| 1982      | Киклоп                   | /                                  |
| 1984      | Пејзажи у магли          | Веснин деда                        |
| 1984      | Задарски мементо         | Мушкарац                           |
| 1985      | Од петка до петка        | /                                  |
|           | Назив                         | Улога             |
| --------- | ----------------------------- | ----------------- |
| 1957      | На крају пута                 | Јосип Лукић       |
| 1959      | Дундо Мароје                  | Дундо Мароје      |
| 1960-te ▲ |                               |                   |
| 1960      | Велики подухват               | /                 |
| 1964      | Молох                         | /                 |
| 1964      | Нешто о чему се може говорити | /                 |
| 1965      | Соба 17                       | /                 |
| 1965      | Оно море                      | /                 |
| 1967      | Десети рођаци                 | /                 |
| 1968      | Стравињa                      | /                 |
| 1968      | На рубу памети                | Валент Жганец     |
| 1968      | Тако је ако вам се тако чини  | Префект           |
| 1968      | Слепи миш                     | /                 |
| 1968      | Силе                          | /                 |
| 1969      | И опрости нам дугове наше     | /                 |
| 1969      | Берза рада                    | /                 |
| 1969      | Туберкулоза                   | /                 |
| 1969      | Голубовићи                    | Погребник         |
| 1970-te ▲ |                               |                   |
| 1970      | Загребуљe                     | Дотур Луиги       |
| 1972      | Самоубица                     | Виктор Викторович |
| 1977      | Човик и архитектура           | Доктур            |
| 1977      | Један дан                     | Деда              |
| 1978      | Истарска рапсодија            | Нико              |
| 1979      | Пјесма од растанка            | /                 |
| 1980-te ▲ |                               |                   |
| 1980      | Декрети                       | /                 |
| 1982      | Устријелите Кастора           | /                 |
| Од | До | Назив | Улога |
| -- | -- | ----- | ----- |

| 1970-te ▲ | 1970-te ▲ | 1970-te ▲ | 1970-te ▲ |
| --------- | --------- | --------- | --------- |

| 1980-te ▲ | 1980-te ▲ | 1980-te ▲ | 1980-te ▲ |
| --------- | --------- | --------- | --------- |

| Одељење за шминку | ▲ |
| ----------------- | - |

Дугометражни филм  |  ТВ филм
|                   | 1950 | 1960 | Укупно |
| ----------------- | ---- | ---- | ------ |
| Дугометражни филм | 4    | 1    | 5      |
| ТВ филм           | 0    | 1    | 1      |
| Укупно            | 4    | 2    | 6      |
|           | Назив                   |
| --------- | ----------------------- |
| 1953      | Скоројевићи             |
| 1955      | Лажни цар               |
| 1956      | Зле паре                |
| 1958      | Четири километра на сат |
| 1960-te ▲ |                         |
| 1960      | Дан четрнаести          |
|      | Назив          |
| ---- | -------------- |
| 1968 | На рубу памети |